# Великая хунта (Аргентина)
Великая хунта (исп. Junta Grande), или Временная губернаторская хунта Буэнос-Айреса — наиболее распространённое название исполнительной власти Соединённых провинций Рио-де-ла-Плата (современная Аргентина), которая последовала за включением провинциальных представителей в Первую хунту.

## История
Первая хунта была основана 25 мая 1810 года в результате Майской революции. Она должна была стать временным правительством до тех пор, пока не будет сформирована хунта, представляющая все города Вице-королевства Рио-де-ла-Плата. Реакция провинций была неоднородной. Некоторые признали хунту Буэнос-Айреса и результаты событий Майской революции, другие — стремились установить контроль над своими делами, а третьи — продолжали признавать Регентский совет в Испании.
Чтобы избежать политической выгоды от ситуации со стороны роялистов, Хунта Буэнос-Айреса стремилась быстро утвердить свою власть. 27 мая 1810 года она разослала послания всем муниципальным советам вице-королевства, прося их избрать представителей для присоединения к хунте в Буэнос-Айресе. К началу декабря большинство делегатов прибыли в столицу и просили о включении в руководящий орган. Из-за распрей между централистами во главе с военным министром Хунты Мариано Морено и федералистами во главе с президентом Хунты Корнелио Сааведрой процесс проходил медленнее. В конечном итоге Сааведреорганизовал отставку Морено, и 18 декабря 1810 года была создана Великая хунта.
18 декабря 1810 года состоялась встреча семи членов Первой хунты, находившихся в Буэнос-Айресе, и девяти депутатов от провинций, прибывших в столицу. Корнелио Сааведра, Мигель де Аскуэнага, Мануэль Альберти, Доминго Матеу, Хуан Ларреа, Мануэль Игнасио Молина, Хуан Франсиско Таррагона, Хосе Симон Гарсиа де Коссио, Франсиско де Гурручага, Мануэль Фелипе Молина, Грегорио Фунес, Хосе Хулиан Перес де Эчалар, Олмос де Агилера и Хуан Игнасио Горрити проголосовали за включение депутатов в Совет, а Хуан Хосе Пасо проголосовал против. Мариано Морено выступил против предложенной меры, объяснив, что, по его мнению, следует сформировать конгресс, а исполнительную власть оставить Первому совету, но в итоге проголосовали «за», поскольку большинство уже проголосовало за включение. Он немедленно подал прошение об отставке, но оно не было принято.
Веилкая хунта правила до 23 сентября 1811 года (с 26 августа 1811 года при президентстве Доминго Матеу), когда его заменил в качестве исполнительной власти Первый триумвират. Однако, реорганизованный в Консервативную хунту, он сохранил некоторые контролирующие функции над триумвиратом.